# Peter Ratican
Peter Joseph Ratican, né le 13 avril 1887 à Saint-Louis et mort le 20 novembre 1922 dans la même ville, est un joueur de soccer américain.

## Biographie
Avec le Christian Brothers College High School (en), il participe au tournoi olympique de football de 1904, l'équipe remporte alors la médaille d'argent à l'issue du tournoi.
Plus tard, il joue professionnellement avec Saint-Theresa (en) dans la Saint-Louis Soccer League, la première ligue professionnelle de soccer aux États-Unis.
Ratican est joueur et entraîneur des Ben Millers (en), l'un des clubs de soccer américains importants dans les années 1910. Ils remportent plusieurs titres de la Saint-Louis Soccer League et la Coupe US Open en 1920.
En dehors du sport, Ratican travaille également avec l'entreprise familiale Ratican Coal & Contracting. Sa vie est interrompue prématurément par une tumeur au cerveau et il décède à l'âge de 35 ans.